# Thomas Thorild
Thomas Thorild (18 avril 1759 - 1er octobre 1808) est un poète, critique et philosophe suédois.